# Cattedrale di Leiria
La cattedrale dell'Immacolata Concezione (in portoghese: Sé Catedral de Nossa Senhora da Conceição o Sé Catedral de Leiria) è la cattedrale cattolica di Leiria, in Portogallo, e sede della diocesi di Leiria-Fátima.

## Storia
La chiesa è stata costruita tra il 1550 e il 1574, su progetto dell'architetto Afonso Álvares, in seguito all'erezione della diocesi di Leiria nel 1545 da parte di papa Paolo III, su richiesta del re Giovanni III del Portogallo, e per il fatto che le chiese di Nossa Senhora da Pena e San Pietro erano troppo piccole per svolgere tale ruolo, rendendo necessaria la costruzione di un nuovo edificio. La prima pietra è stata posta l'11 agosto 1550.
La chiesa nel corso del tempo ha subito modifiche successive a causa della successione dei vescovi della diocesi. È stata inoltre parzialmente distrutta nel terremoto del 1755. Nel 1811 le truppe di Napoleone Bonaparte hanno appiccato il fuoco che distrusse gran parte della decorazione interne.

## Descrizione
La chiesa combina lo stile manierista e quello barocco, la facciata che ha aspetto pesante e freddo e l'interno è semplice, con due file di colonne grandi e robusti, tre navate con volte decorate, enfatizzando la semplicità e l'armonia della costruzione. Nelle tre cappelle rettangolari si trovano pale d'altare rinascimentali.
Dietro la chiesa, a est, è posto il chiostro, composto da tre gallerie e un cortile austero, in pietra, con al centro un pozzo. La sacrestia, adiacente al chiostro, è decorata con piastrelle del XVII secolo e dispone di una fontana in marmo.
La torre del campanile è separata dall'edificio principale.